# 발곡중학교
발곡중학교(鉢谷中學校)는 대한민국 경기도 의정부시 신곡동에 있는 공립 중학교이다.

## 학교 연혁
- 1998년 1월 15일 : 발곡중학교 설립 인가(36학급)
- 1998년 3월 1일 : 초대 박병염 교장 취임
- 1998년 3월 3일 : 제1회 입학식(12학급 553명)
- 2001년 2월 15일 : 제1회 졸업식(525명)
- 2019년 3월 1일 : 제9대 채호병 교장 취임
- 2023년 1월 5일 : 제23회 졸업식(295명, 누계 9,745명)
- 2023년 3월 2일 : 제26회 입학식(9학급 248명)

## 참고 자료
- 발곡중학교 - 한국교육학술정보원 학교알리미